# Бараниця
Бараниця (пол. Baranica) — село в Польщі, у гміні Гошкув Красноставського повіту Люблінського воєводства.
Населення — 115 осіб (2011).
У 1975-1998 роках село належало до Замойського воєводства.

## Демографія
Демографічна структура станом на 31 березня 2011 року:
|          | Загалом | Допрацездатний вік | Працездатний вік | Постпрацездатний вік |
| -------- | ------- | ------------------ | ---------------- | -------------------- |
| Чоловіки | 52      | 4                  | 34               | 14                   |
| Жінки    | 63      | 10                 | 27               | 26                   |
| Разом    | 115     | 14                 | 61               | 40                   |